# Chromalizus basalis
Chromalizus basalis är en skalbaggsart. Chromalizus basalis ingår i släktet Chromalizus och familjen långhorningar.

## Underarter
Arten delas in i följande underarter:
- C. b. subbasalis
- C. b. basalis